# Финал Кубка СССР по футболу 1948
Финал Кубка СССР по футболу 1948 года состоялся 24 октября. ЦДКА разгромил московский «Спартак» со счётом 3:0 и стал обладателем Кубка СССР.

## Путь к финалу
| ЦДКА           | ЦДКА  | ЦДКА | Этап       | Спартак Москва      | Спартак Москва | Спартак Москва |
| -------------- | ----- | ---- | ---------- | ------------------- | -------------- | -------------- |
| Соперник       | Место | Счёт |            | Соперник            | Место          | Счёт           |
| Динамо Минск   | Дома  | 3:0  | 1/8 финала | Дзержинец Челябинск | Дома           | 3:0            |
| Торпедо Москва | Дома  | 3:1  | 1/4 финала | Динамо Киев         | Дома           | 1:0            |
| Динамо Москва  | Дома  | 0:0  | 1/2 финала | Динамо Тбилиси      | Дома           | 1:0            |
| Динамо Москва  | Дома  | 1:0  | 1/2 финала | Динамо Тбилиси      |                |                |

## Ход финального матча
Московские ЦДСА и «Спартак» впервые встречались между собой в финале Кубка СССР по футболу. Для армейцев это финал был третьим (в 1944 году они уступили ленинградскому «Зениту», а в 1945 году победили московское «Динамо»), а для «Спартака» — пятым (во всех предыдущих он побеждал). А на других стадиях ЦДСА и «Спартак» ранее сходились лишь однажды: в 1/8 финала Кубка СССР 1937 года армейцы победили лишь в дополнительное время 1:0 (гол забил Михаил Киреев) и вышли в четвертьфинал турнира.
«Спартак» за весь финальный матч провёл больше атак, чем армейцы. Лишь за первый тайм его футболисты разыграли 6 угловых ударов (при 3-х у соперника). Но на 20-й минуте матча защитник красно-белых Анатолий Сеглин сыграл рукой и был назначен штрафной удар. В результате разыгранной армейцами комбинации при исполнения этого удара мяч оказался у нападающего Вячеслава Соловьёва, который с 20 метров носком отправил снаряд в ворота противника.
После перерыва пошёл проливной дождь. На 48-й минуте шанс сравнять счёт появился у нападающего Бориса Чучелова, но тот промедлил и упустил его. А спустя 3 минуты армейцы забили второй мяч: сильный удар Соловьёва мог отразить в прыжке голкипер «Спартака» Алексей Леонтьев, но мяч, изменив траекторию после касания о защитника красно-белых Василия Соколова, залетел в сетку ворот «Спартака». Через несколько минут у футболистов проигрывающей команды был шанс сократить отставание, но вышедший один на один с голкипером форвард Сергей Сальников растерялся и ударил слабо. Вратарь ЦДСА Владимир Никаноров забрал мяч. А на 71-й минуте армейцы довели счёт до крупного: головой в прыжке забил Николаев после передачи от Владимира Дёмина. ЦДСА во второй раз стал обладателем Кубка СССР по футболу.

## Финал
| ЦДСА                                 | 3:0   | Спартак Москва |
| ------------------------------------ | ----- | -------------- |
| Вяч. Соловьёв 20′ 51′ · Николаев 71′ | Отчёт |                |

| ЦДКА:           |  |                    |
|                 |  |                    |
| Вр              |  | Владимир Никаноров |
| Зщ              |  | Виктор Чистохвалов |
| Зщ              |  | Иван Кочетков      |
| Зщ              |  | Юрий Нырков        |
| ПЗ              |  | Анатолий Башашкин  |
| ПЗ              |  | Алексей Водягин    |
| Нап             |  | Вячеслав Соловьёв  |
| Нап             |  | Валентин Николаев  |
| Нап             |  | Григорий Федотов   |
| Нап             |  | Всеволод Бобров    |
| Нап             |  | Владимир Дёмин     |
| Главный тренер: |  |                    |
| Борис Аркадьев  |  |                    |

| СПАРТАК:           |  |                     |  |     |
|                    |  |                     |  |     |
| Вр                 |  | Алексей Леонтьев    |  |     |
| Зщ                 |  | Евгений Кулешов     |  |     |
| Зщ                 |  | Анатолий Сеглин     |  |     |
| Зщ                 |  | Василий Соколов     |  |     |
| ПЗ                 |  | Олег Тимаков        |  |     |
| ПЗ                 |  | Константин Рязанцев |  |     |
| Нап                |  | Иван Конов          |  |     |
| Нап                |  | Алексей Парамонов   |  |     |
| Нап                |  | Борис Чучелов       |  |     |
| Нап                |  | Борис Соколов       |  | 46' |
| Нап                |  | Сергей Сальников    |  |     |
| Замены:            |  |                     |  |     |
| Нап                |  | Борис Смыслов       |  | 46' |
| Главный тренер:    |  |                     |  |     |
| Константин Квашнин |  |                     |  |     |